# UTYウッティな木曜日
『UTYウッティな木曜日』（ユーティーワイ ウッティなもくようび）は、2000年1月13日から2009年3月26日までテレビ山梨 (UTY) で放送された山梨県ローカルの地域情報番組。放送時間は毎週木曜日 18:55 - 19:54。ハイビジョン制作（2006年5月4日 - ）、アナログ放送ではレターボックス形式で放送（2006年6月頃 - ）。

## 概要
1999年12月まで土曜夕方に放送されていた『UTY夕焼け情報局』のテイストを受け継いだ番組となっていた。毎回山梨県内28市町村の中から1つを取り上げ、1時間かけて紹介していた。市町村合併の影響で、各市町村の一部をクローズアップすることもあった。

## 主なコーナー

### 知ってるけ!?
UTYアナウンサーの名執瞭子が、全国に駆け巡って日本地図やブドウ・モモなど山梨を表徴する果樹のフリップを見せ、山梨県を知っているかを尋ねるコーナー。このコーナーの最中、名執は全部甲州弁で尋ねるのが特徴。以前は取り上げる市町村を尋ねてその市町村ゆかりのもののフリップを見せ、知っているかを尋ねるコーナーだったが、ネタ切れなのか現在の内容に変更された。2006年6月29日の放送では地上デジタル放送開始を記念し、県内で地デジについて知っているかを尋ねる特別編を実施した。その他、名執が宮崎県庁まで出向き当時同県知事であった東国原英夫への取材も行っている。

### 是綱の豆知識
「山梨ことばの会」会員がで方言研究者の小林是綱により、テーマの市町村に関係する歴史・民俗・文化等を解説するコーナー。特に地名の語源や由来などに言及されることが多かった。

## 出演者

### 歴代司会者
- 小笠原和人（2000年1月 - 2004年12月、当時UTYアナウンサー）
- 小嶋優（2005年1月 - 2008年3月、UTYアナウンサー）
- 大西かや（2005年1月 - 2008年3月、当時UTYアナウンサー）
- 黒澤知弘（UTYアナウンサー）
- 五藤めぐみ（当時UTYアナウンサー）

### コメンテーター
- 伊藤薫（作曲家）
- 小林是綱：常徳寺（笛吹市）住職・地域資料デジタル化研究会理事長・「山梨ことばの会」会員
- 湯原昌幸
- 荒木由美子
- 萩原智子（2005年4月 - ）

### 中継担当
- 小田切いくみ（UTYアナウンサー）

中継ゲストには、その日に取り上げる市町村の首長を招いていた。

## 備考
- 2006年7月1日、UTYの地上デジタル放送開始を記念した番組として、この番組をベースにした5時間半の特別番組『輝け!ふるさと・やまなし』を正午から放送した（ウッティな木曜日のレギュラー出演者は全員出演）。全29市町村（当時）の紹介VTRと全市町村長を招いたゲストトーク、アナウンサーを受け入れている中国国際放送と最新の中国事情を紹介する内容だった。
- 同番組の直後、ミニ番組を挟んで放送されるTBS系全国ネット番組『うたばん』（TBS、木曜 20:00 - 20:54）が2時間のスペシャルの『とくばん』（18:55 - 20:54）として放送する際にも通常通り放送し、『とくばん』は1時間に編集されたものが放送されている。ただし、2007年4月5日には『ウッティな木曜日』を休止し、『とくばん』はTBSと同様に2時間のものが18:55から放送された。

### UTYにおけるTBS系ローカル枠
本番組が始まる以前には、同木曜19時台でTBSの番組を同時ネットしていた。2009年4月、TBS系列は『総力報道!THE NEWS』の開始など大改編を実施し、ゴールデンタイムローカル枠は木曜19時台から水曜20時台（19:55 - 20:54）に移動となる。このタイミングでUTYはゴールデンタイムにおけるローカル枠の制作から撤退し、水曜20時台でTBS制作『水曜ノンフィクション』のネットを開始する。
しかし、視聴率不振によって『水曜ノンフィクション』が同年6月に突如打ち切りになる。ここでUTYはTBSでの次番組（つなぎ番組）『激安バラエティー』をネットせず、『水曜ドキュメンタリー』としてローカル差し替え編成を再開する。ただし、内容は全国各地のJNN系列局が制作したドキュメンタリー番組などを放送するもので、UTY自身が "自社制作" しているわけではない（一部除く）。
- （参考）2009年7月の放送内容
  - 1日・「終わらない3分間 〜男子新体操 亡き先輩に誓った日本一〜」（RKB毎日放送制作、現地では『JNN九州・沖縄ドキュメント ムーブ』2008年11月放送）
  - 8日・「やねだん 〜人口300人、ボーナスが出る集落〜」（南日本放送制作、現地では『どーんと鹿児島』2007年11月放送）
  - 15日・「ボクがみた花鳥風月」（中部日本放送制作、現地では2008年5月に特番で放送）
  - 22日・「銃弾よりも用水路を 〜ペシャワール会・中村哲〜」（RKB毎日放送？）
  - 29日（最終回）・「炎の世話人 〜吉田の火祭りを支える14人の男たち〜」（UTY制作、初回2008年10月放送）

その後、同年8月5日に『ウッティ発!』の放送が開始。以降は『ウッティ発!』の項を参照。